# Jump (Lied)
Jump ist ein Lied von Van Halen, das auf dem Album 1984 veröffentlicht wurde. Der Titel wurde von den Bandmitgliedern Alex Van Halen, Michael Anthony, David Lee Roth und Eddie Van Halen geschrieben; Produzent war Ted Templeman.

## Entstehung und Veröffentlichung
Das Stück ist der zweite Song auf dem Album 1984 und wurde zwischen April und Mai 1983 im Studio 5150 in Los Angeles aufgenommen. Es wurde vorab im Dezember 1983 als Single ausgekoppelt und belegte in den USA für fünf Wochen Platz eins der Charts. Auch in Kanada und Italien wurde es zu einem Nummer-eins-Hit.
Das Lied wurde mit einem OB-Xa-Synthesizer von Oberheim gespielt, der auch im Musikvideo und auf Tourneen zum Einsatz kam. Das E-Gitarrensolo und das Intro wurden von Eddie van Halen gespielt. In seiner Grundidee gab es diesen Titel schon seit Ende der 70er/Anfang der 80er Jahre. Er hatte es nur nie auf die bisherigen Alben geschafft, da Eddie van Halen den Rest der Band bzw. den Produzenten nicht überzeugen konnte. Große Vorbehalte hatte der Sänger David Lee Roth, der lange gegen den Einsatz von Synthesizern in der Musik von Van Halen war. Als Eddie van Halen mit dem Bau seines eigenen Studios im Hinterhof seines Hauses in den Hollywood Hills größeren Einfluss auf die Produktion der Van-Halen-Songs bekam, schaffte es dieser Titel auf die LP.
Der Text stammt von David Lee Roth. Die Regie zum Musikvideo führte ebenfalls Lee Roth. Das Video zeigt die Band auf der Bühne.

## Preise
MTV Video Music Awards 1984
- Auszeichnung in der Kategorie Beste Bühnendarbietung in einem Video (Best Stage Performance in a Video)

- Nominierung in der Kategorie Beste Gesamtdarbietung in einem Video (Best Overall Performance in a Video)
- Nominierung in der Kategorie Bestes Video einer Band (Best Group Video)

## Kommerzieller Erfolg

### Chartplatzierungen
| ChartsChartplatzierungen       | Höchstplatzierung | Wochen |
| ------------------------------ | ----------------- | ------ |
| Deutschland (GfK)              | 4 (16 Wo.)        | 16     |
| Österreich (Ö3)                | 4 (8 Wo.)         | 8      |
| Schweiz (IFPI)                 | 4 (14 Wo.)        | 14     |
| Vereinigte Staaten (Billboard) | 7 (13 Wo.)        | 13     |
| Vereinigtes Königreich (OCC)   | 1 (21 Wo.)        | 21     |

| ChartsChartplatzierungen     | Höchstplatzierung | Wochen |
| ---------------------------- | ----------------- | ------ |
| Schweiz (IFPI)               | 36 (1 Wo.)        | 1      |
| Vereinigtes Königreich (OCC) | 26 (3 Wo.)        | 3      |

| ChartsJahrescharts (1984)      | Platzierung |
| ------------------------------ | ----------- |
| Deutschland (GfK)              | 48          |
| Vereinigte Staaten (Billboard) | 6           |

### Auszeichnungen für Musikverkäufe
| Land/Region                  | Auszeichnungen für Musikverkäufe (Land/Region, Auszeichnung, Verkäufe) | Verkäufe  |
| ---------------------------- | ---------------------------------------------------------------------- | --------- |
| Dänemark (IFPI)              | Platin                                                                 | 90.000    |
| Italien (FIMI)               | Platin                                                                 | 50.000    |
| Japan (RIAJ)                 | Gold                                                                   | 100.000   |
| Neuseeland (RMNZ)            | 2× Platin                                                              | 60.000    |
| Spanien (Promusicae)         | Platin                                                                 | 60.000    |
| Vereinigte Staaten (RIAA)    | Gold                                                                   | 1.000.000 |
| Vereinigtes Königreich (BPI) | 2× Platin                                                              | 1.200.000 |
| Insgesamt                    | 2× Gold · 7× Platin ·                                                  | 2.560.000 |

Hauptartikel: Van Halen/Auszeichnungen für Musikverkäufe

## Coverversionen
- 1985: Aztec Camera
- 1994: David Lee Roth (Liveversion)
- 1998: Jive Bunny & the Mastermixers (Rock the Party)
- 1998: J.B.O. (Vanhalien Harmonists: Jump)
- 1998: Mambo Kurt
- 2004: Die Lollies
- 2005: Paul Anka
- 2005: Billy Idol
- 2007: Hellsongs
- 2008: Jazzkantine feat. Sam Leigh-Brown
- 2008: Wolke (Spring)
- 2009: Crazy Frog